# 巴拉圭東北部動亂
巴拉圭東北部動亂（西班牙語：Insurgencia en el nordeste de Paraguay）是指2005年8月至今发生在巴拉圭政府和極左翼军事組織巴拉圭人民军之間的低烈度戰爭。

## 大事記
- 2020年9月9日，巴拉圭前副總統奧斯卡·丹尼斯·桑切斯（Óscar Denis Sánchez）及其助手失蹤。巴拉圭當局在桑切斯之皮卡車內發現巴拉圭人民軍之傳單[3]。

## 資料來源
1. ↑  中央社. . 中央廣播電臺. 2019-08-10  [2022-06-05]. （原始内容存档于2022-06-15） （中文）.
2. ↑  中央社. . 中時新聞網. 2016-08-28  [2022-06-06]. （原始内容存档于2016-08-28） （中文）.
3. ↑  . CNN. 2020-09-10  [2022-06-05]. （原始内容存档于2022-06-12） （西班牙语）.